# Ваньковичи
Ваньковичи (бел. Ваньковічы пол. Wankowiczowie) — литовский, польский и российский дворянский и шляхецкий род герба «Лис». Род включён в «Оршанский гербовник» (Витебск, 1900).

## История рода
Первое упоминание Ваньковичей относится к 1499 году. Постоянная генеалогия рода ведётся с XVI века, когда Ваньковичи имели имения в Новогрудском повете и около Вилейки.
21 октября 1773 года Гаспер Ванькович, судья земский воеводства Минского утверждён в дворянстве в Оршанском земстве.
Представители рода были православными, с начала XVII века — католиками. В XIX—XX веках владели деревнями в Игуменском повете. Занимали должности в администрации Великого княжества Литовского, выбирались в органы дворянского самоуправления Российской империи. Были также владельцами в Смиловичах — последним владельцем Смиловичей являлся сын Леона Ваньковича, также Леон (1874—1949 гг), женившийся в 1897 году на Стефании Броель-Пляттер. В 1912 году, представители широко разветвлённого рода Ваньковичей, с целью оказания материальной помощи своим бедным родственникам, создали благотворительную организацию «Организация взаимной помощи дворян Ваньковичей», которая имела свой устав и возглавлялась советом.

## Известные представители
- Ванькович, Валентий-Вильгельм (12.05.1800 — 12.05.1842) — художник-живописец[3]
- Ванькович, Ян-Эдвард (1834—1899) — сын Валентия Ваньковича, один из руководителей восстания 1863—1864.
- Ванькович, Мельхиор (1892—1974) — польский прозаик и публицист. С 1949 жил в США, в 1958 переехал в Варшаву.
- Антон Тадеушевич Ванькович (1780—1812), игуменский уездный предводитель (1805—1808), крупный землевладелец Минской губернии.
- Станислав Александрович Ванькович (? — 1812), борисовский уездный предводитель (1797—1802), минский губернский предводитель (1802—1808), крупный землевладелец Минской губернии.
- Иосиф Матеушевич Ванькович (? — после 1818), литовский дворянин, минский уездный предводитель (1795—1800, 1802—1808), исполнял обязанности минского губернского предводителя (1800—1802).
- Теодор Антоний Ванькович (? — 1716), стольник и подстароста минский (1689—1716), каштелян минский (1712).
- Станислав Александрович Ванькович (1860—1937), депутат Государственной думы Российской империи II и III созывов от Виленской губернии. Представитель в ранге чрезвычайного и полномочного министра Польской Республики на Украине (1918).
- Лев Апполинарьевич Ванькович (1831—после 1881), минский уездный предводитель (1863—1872)
- Мельхиор Александрович Ванькович (1775—1842), игуменский уездный судья (1799—1802), председатель II Департамента Минского Главного суда
- Мельхиор Королевич Ванькович (1843—1892), собственник имения Калюжицы в Игуменском уезде, участник восстания 1863—1864 годов
- Станислав Станиславович Ванькович (1885—1943), сенатор (1928—1935) Второй Речи Посполитой (Польши), вице-председатель Начальной рады организаций землевладельцев (1936)
- Теодор Антоний Ванькович (?-1716), минский стольник и минский судебный подстароста

## Имения
- Дом Ваньковичей
- Усадьба Ваньковичей